# Michel Delolme
Michel Delolme (né le 15 avril 1959 à Firminy) est un coureur cycliste français, actif durant les années 1970.

## Biographie
Chez les amateurs, Michel Delolme remporte le Circuit de Saône-et-Loire en 1978. Il passe ensuite professionnel en 1979 dans l'équipe Miko-Mercier-Vivagel,, où il a notamment pour coéquipier Joop Zoetemelk. 

## Palmarès
- 1977
  - 2e du Grand Prix Garel
- 1978
  - Classement général du Circuit de Saône-et-Loire
  - 3e du Grand Prix des Cévennes
  - 3e du championnat de France militaires sur route